# Ławki (Mysłowice)
Ławki – dzielnica Mysłowic położona na południowym zachodzie miasta, przy granicy z Lędzinami. Do końca 1955 roku samodzielna wieś.
Jest to najmniejsza dzielnica Mysłowic pod względem ludności – zamieszkuje ją 1045 osób (stan na 2019 rok) w zabudowie domków jednorodzinnych.

## Historia
Po wojnie Ławki stanowiły część gromady Lędziny w gminie Lędziny w powiecie pszczyńskim w województwie śląskim, od 1950 katowickim. 15 października 1951 gminę Lędziny zniesiono, a w jej miejsce utworzono gminę Hołdunów z siedzibą w Lędzinach.
W związku z reformą administracyjną kraju jesienią 1954 Ławki odłączono od Lędzin i włączono do nowo utworzonej gromady Hołdunów, która 1 października 1954 weszła w skład nowo utworzonego powiatu tyskiego w tymże województwie. 1 stycznia 1956 gromadę Hołdunów zniesiono w związku z nadaniem jej statusu osiedla, przez co Ławki stały się integralną częścią Hołdunowa.
31 grudnia 1961 osiedle Hołdunów zostało włączone do osiedla Lędziny, przez co Ławki stały się integralną częścią Lędzin. 1 stycznia 1966 osiedle Lędziny otrzymało prawa miejskie, przez co Ławki po raz pierwszy stały się obszarem miejskim. 1 stycznia 1973 Ławki wyłączono z Lędzin i włączono do miasta Wesoła, stając się obszarem miejskim w drugim mieście. Razem z Wesołą Ławki włączono w granice Mysłowic 27 maja 1975, stając się obszarem miejskim w trzecim mieście.
Na początku 2012 niezadowoleni z kondycji finansowej miasta Mysłowice i braku nowych inwestycji, a także obserwujący dynamiczny rozwój sąsiedniego Imielina mieszkańcy 9 południowych dzielnic Mysłowic (Morgów, Brzezinki, Larysza-Hajdowizny, Kosztów, Krasów, Ławek, Wesołej i Dziećkowic) zainicjowali działania zmierzające do wyłączenia tych dzielnic z miasta Mysłowice i utworzenia trzech gmin: Brzezinka, Kosztowy i Wesoła. W wyniku przeprowadzonych analiz, 11 stycznia 2013 złożono wniosek o przeprowadzenie referendum w sprawie odłączenia od Miasta Mysłowice jednostek pomocniczych: Brzezinka, Dziećkowice, Larysz–Hajdowizna, Kosztowy, Krasowy, Morgi, Wesoła i utworzenia na ich obszarze gminy o nazwie Miasto Śląskie. Komisja powołana do zbadania zgodności wniosku z zapisami ustawy stwierdziła, że nie spełnia on warunków formalnych. Podczas sesji 31 stycznia 2013 Rada Miasta Mysłowice podjęła uchwałę XXXVIII/718/13 w sprawie odrzucenia wniosku mieszkańców o przeprowadzenie referendum lokalnego.
Dzielnica Ławki powstała na skutek prośby mieszkańców w 2015 z obszarów dzielnic Krasowy i Wesoła. Obejmuje ulice: Jana Kasprowicza, Krasowską, Kornela Makuszyńskiego, Murckowską, Piastów Śląskich od zbiegu z Plebiscytową do Murckowskiej, Plebiscytową od numeru 96 po stronie parzystych numerów i od numeru 55 po stronie nieparzystych.

## Galeria

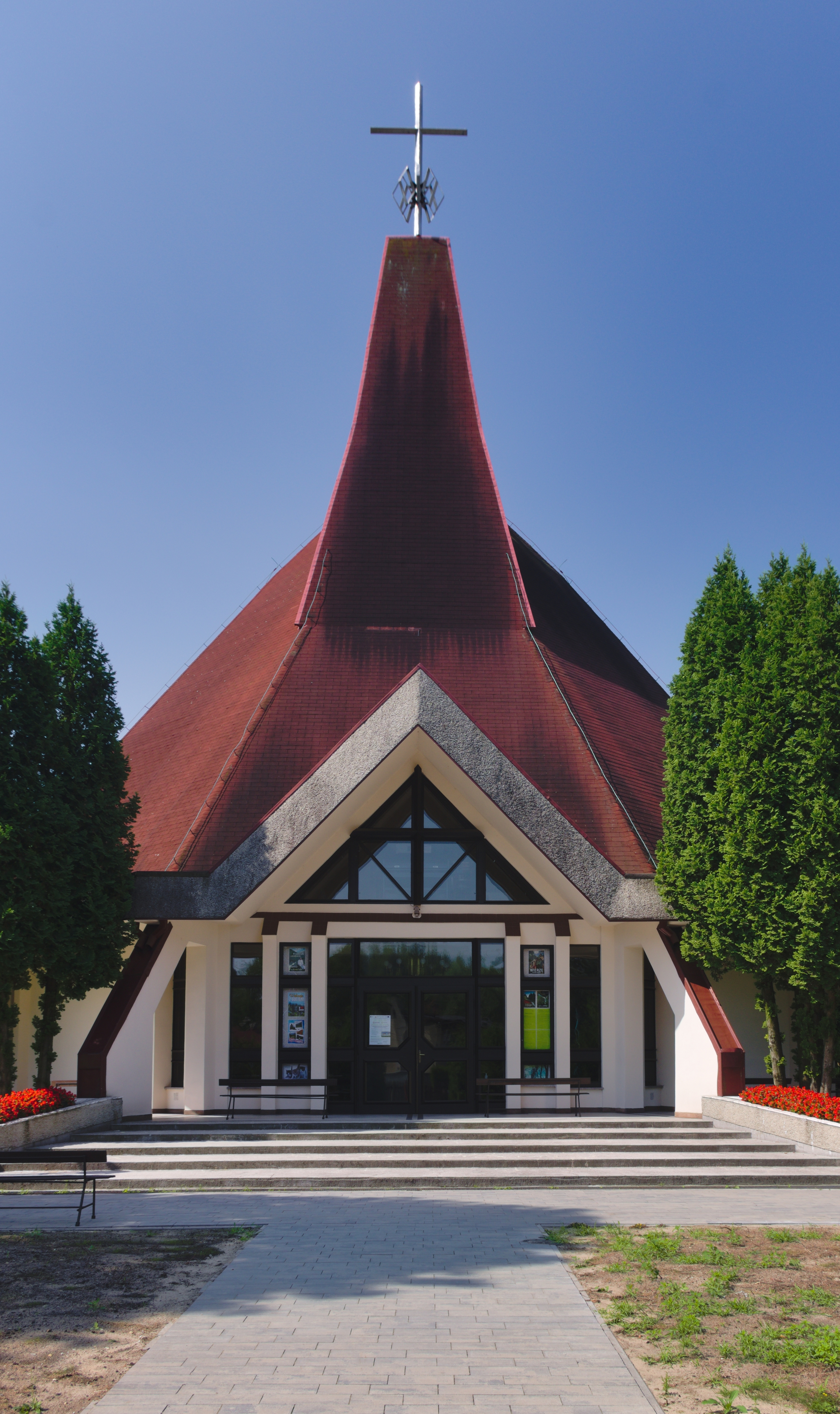
Kościół parafialny (2021)
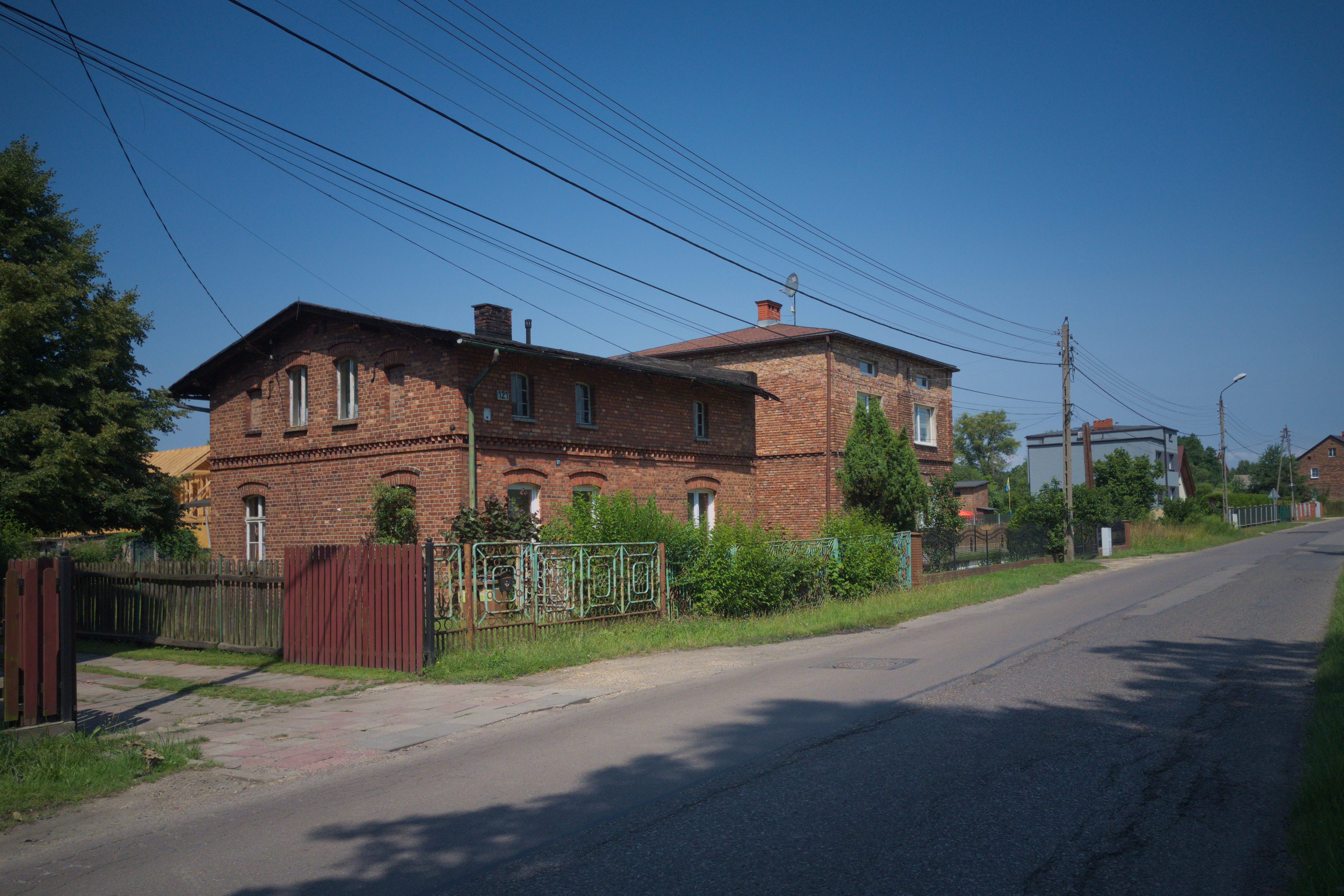
Ceglane domy przy ul. Murckowskiej (2021)
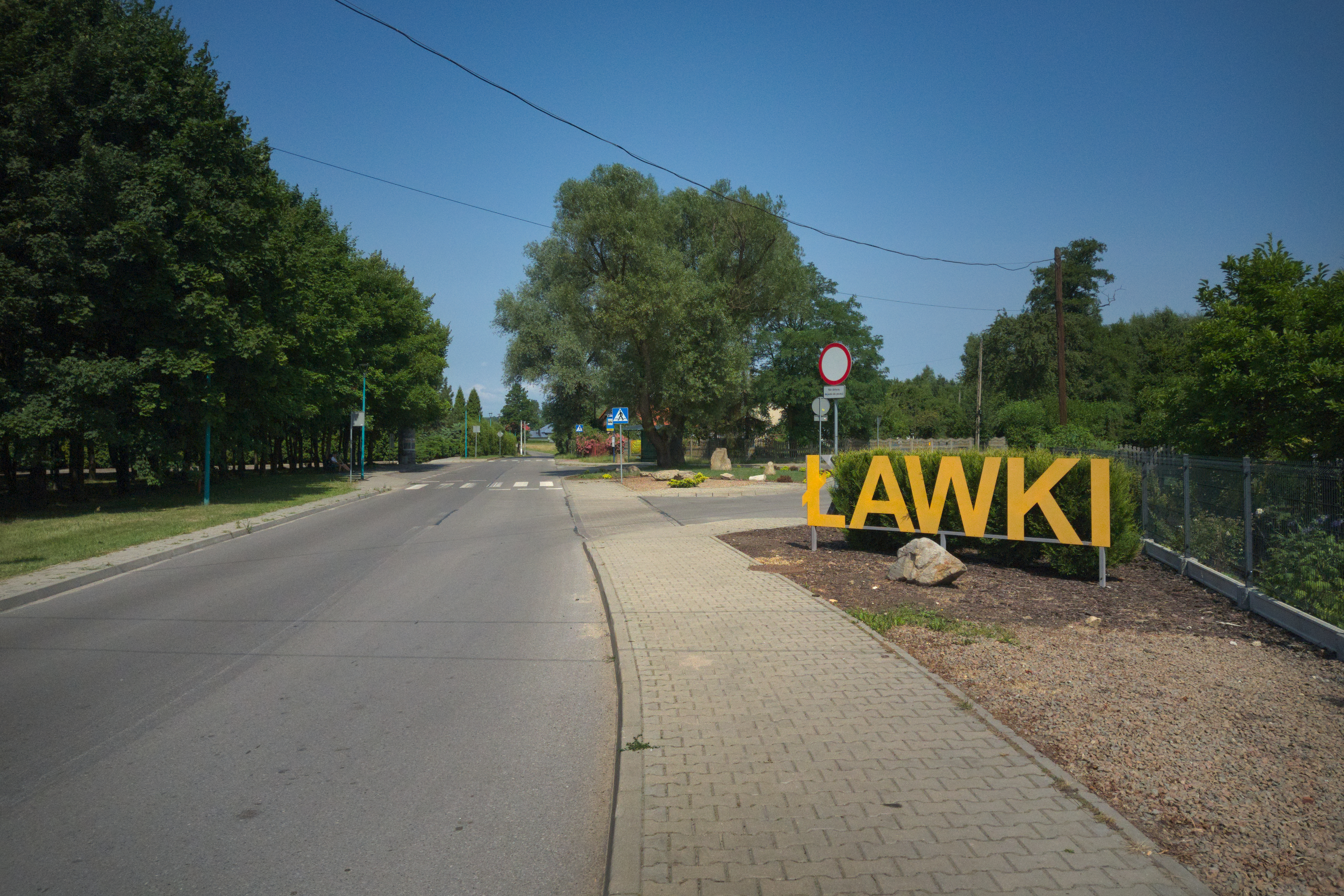
Witacz na styku ulic Murckowskiej i Krasowskiej (2021)
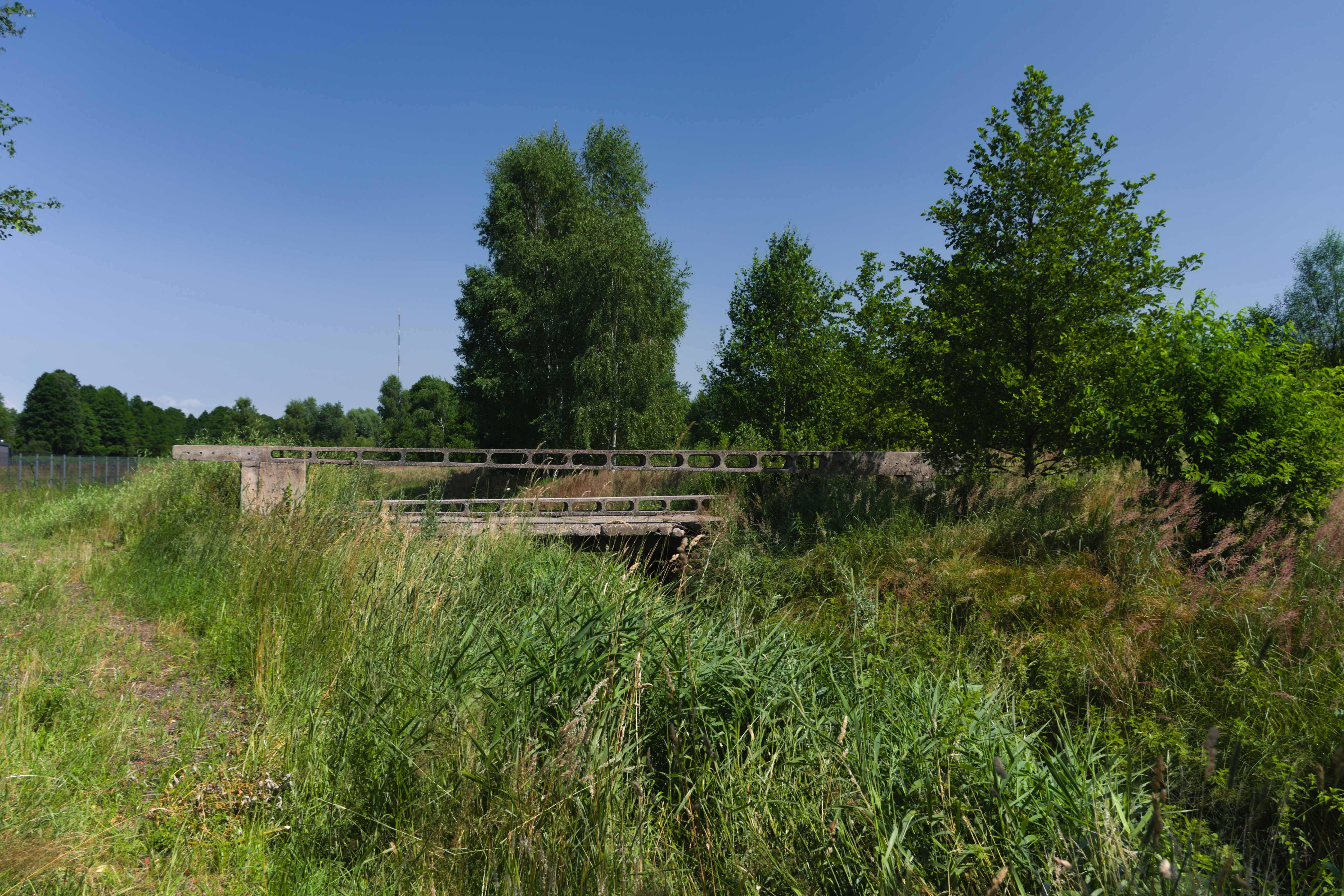
Mostek na Przyrwie (2021)
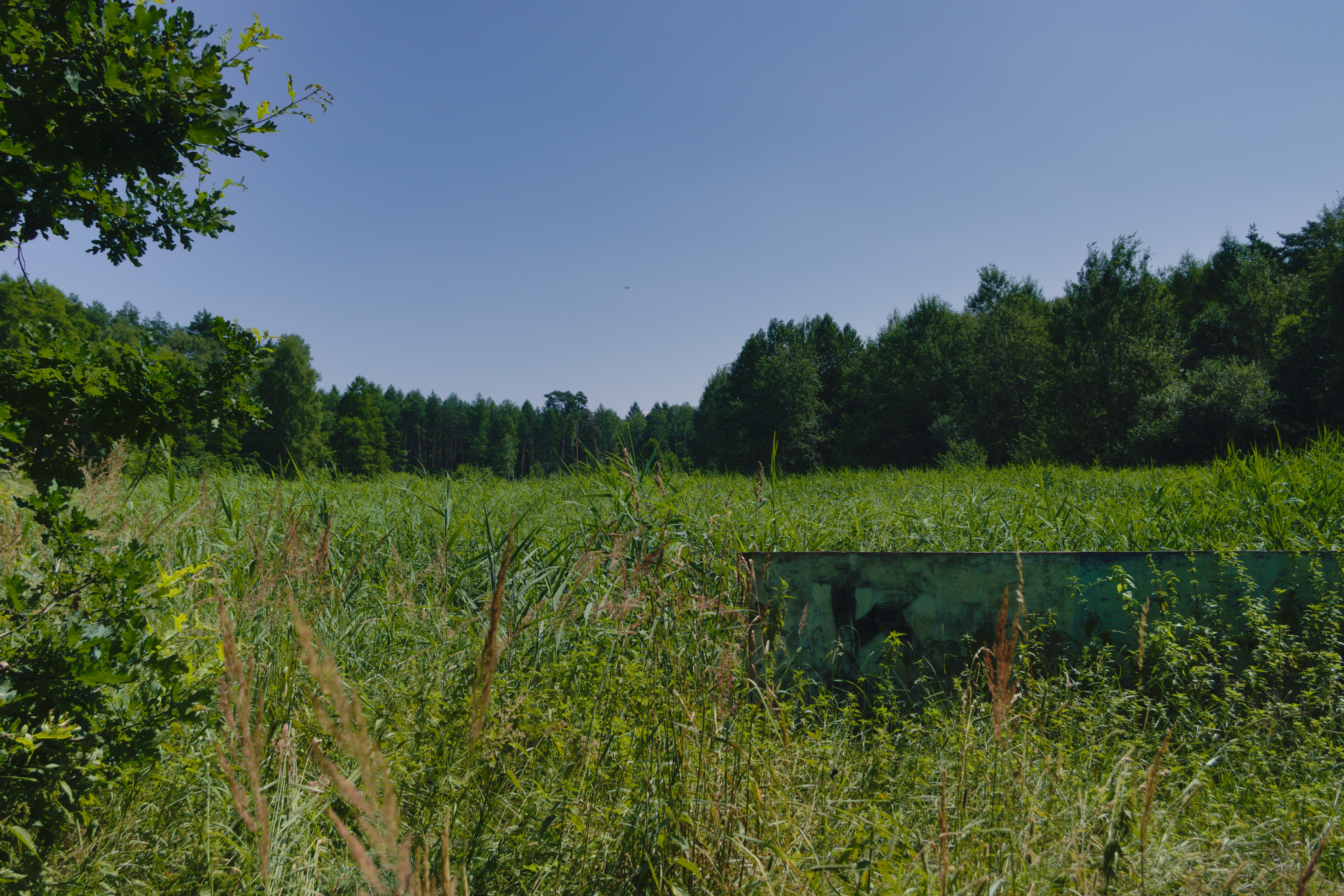
Szuwar wokół stawu przy ul. Murckowskiej (2021)